# Harsewinkel
Harsewinkel es una ciudad localizada en el Distrito de Gütersloh, Región de Detmold en el estado de Renania del Norte-Westfalia, Alemania. Se sitúa junto al río Ems, a unos 15 km al noroeste de Gütersloh.
Harsewinkel es también la sede del fabricante de maquinaria agrícola CLAAS.